# 42nd Infantry Division (United States Army)
La 42nd Infantry Division (42ª Divisione di fanteria) ("Rainbow") è una divisione di fanteria della guardia nazionale statunitense che ha partecipato alla prima, seconda guerra mondiale e poi alla Guerra di Corea. Oggi il comando divisionale fa parte della New York Army National Guard ed è di base a Glenmore Road Armory a Troy nello stato di New York ma include unità della Army National Guard provenienti da quattordici differenti stati: Connecticut, Maine, Maryland, Massachusetts, New Hampshire, New Jersey, New York, Rhode Island, e Vermont.